# Кремен (област Благоевград)
Вижте пояснителната страница за други значения на Кремен.
Кремѐн е село в Югозападна България. То се намира в община Банско, област Благоевград.

## География
Селото е разположено в най-източните части на Северен Пирин. Намира се на 30 километра югоизточно от град Банско. Климатът е преходносредиземноморски с изразено планинско влияние. През землището му тече Кременската река.

## История
Според едно предание жителите му разнасяли с яките си мулета из околните селища кремъци и оттук получили названието си Кременци, а селото било наречено Кремен. Второ предание гласи, че по времето на помохамеданчването османците срещнали упорита съпротива от населението, което не предало вярата си, останало твърдо като кремък.
В списъка на населените места с регистрирани имена на главите на домакинствата през втората половина на XV и началото на XVI век в село Кремен (Кремин) са регистрирани 37 лица.
В края на XIX и началото на XX век Кремен е изцяло българско село в Неврокопска каза. Църквата „Свети Николай“ е построена в 1835 година. В „Етнография на вилаетите Адрианопол, Монастир и Салоника“, издадена в Константинопол в 1878 година и отразяваща статистиката на населението от 1873 година Кремен (Kremen) е посочено като село със 160 домакинства и 560 българи.
В 1889 година Стефан Веркович („Топографическо-этнографическій очеркъ Македоніи“) отбелязва Кремен като село със 140 български къщи.
В 1891 година Георги Стрезов пише за селото:
| „ | Кремен, на СЗ от Неврокоп 7 часа. Разположено в полите на Пирин до един приток от Места; тоя приток разделя селото на две. Овчари, козари и зидари. Църква и училище български. 1 учител, 50 ученика. Къщи 160, българе. | “ |

Според статистиката на Васил Кънчов („Македония. Етнография и статистика“) населението на селото брои 1220 души, всички българи.

### Революционна дейност
В 1901 година войводата на ВМОРО Иван Апостолов (Копаран чауш) основава революционен комитет в двете съседни пирински села Обидим и Кремен, в който влизат Атанас Радонов, Георги К. Пандев, Христо (Ризо) К. Пандев, Димитър К. Пандев, Георги Т. Юсев, Георги Г. Москов, Ангел Димитров Павлов, Григор С. Каръков, Костадин И. Пандев, Георги Ст. Пръчков, Януш Хиджов, Никола Караджов, Георги Даскалов, Коста Даскалов, Георги Ущавалиев, Ризо С. Радулов (Калинков), Глигор Джаров, Кръстьо Пакларски, Иван Даков. Двете планински села, разположени над важния път, свързващ Разлога с Неврокопско, се оформят като важен център на ВМОРО.
В Кремен е организиран склад за пушки, муниции и снаряжение, докарвани предимно от България или закупувани от самата Османска империя. Складът в Радоновата къща е под опеката на местните ръководители учителите Благой Хр. Джуданов и Георги Гл. Москов и на Копаран чауш. През първата половина на февруари 1903 година в Кремен идва Гоце Делчев с чета, в която е кременецът Иван Ф. Радулов. Гоце отсяда в Радоновци, а четата е настанена в къщите на Георги Т. Юсев, Благо Ценкин и други. В Кремен отсядат и чети на Върховния комитет.
Малко преди избухването на Илинденско-Преображенското въстание в селото отсяда четата на Стоян Мълчанков. Предадена е от ратая Кушан и в селото пристига войска, много кременци са арестувани, отведени във Филипово, а после в Неврокоп и измъчвани в продължение на 90 дни, след което свободата им е откупена от селяните.
Два месеца преди избухването на въстанието 200 кременци и обидимци са извикани за военно обучение в местността Изворето от Яне Сандански. Сформирани са две чети, оглавени от кременците Благой Джуданов и Георги Москов, които, преследвани от властите, са принудени да станат нелегални и да влязат в четата на Копаран чауш.
Кременска милиция, под командването на Благой Джугданов, участва активно в унищожаването на османския гарнизон в Обидим на 14 септември и в разгрома на впоследствие изпратената от Неврокоп османска част на 16 септември при Харамибунар. Оцелелите от двете сражения османски войници заедно с башибозук от Рибново, Филипово и други помашки селища в района се насочва към Кремен. Селяните заедно с добитъка се изтеглят в планината, а ценната покъщнина е закопана. Кметът Илия Филиповски, който има добри връзки в Неврокоп, пъдарят Стоил Ушехов и брат му Коста Ушехов решават да се опитат да измолят пощада за селото от османците. Тримата са измъчвани страшно, като на Филиповски са отрязани краката, но не издават къде са се оттеглили въстаниците. Насечени са на парчета. Семейството на кмета, останало в селото, е избито – жена му Мария и шестнайсетгодишният Петър са убити, седемгодишният Георги се спасява, а двегодишната Мария е отведена в Драма. Другите трима старци, останали в селото, също са убити. Цялото село е изгорено. Общо жертвите на селото във въстанието са 32.
Пристигналата чета на Върховния комитет под командването на поручик Любомир Стоенчев, в която е и кременецът Иван Ф. Радулов, помага на избягалото население да се изтегли в България. Населението е организирано в два потока – единият само от обидимци, а другият от кременци и обидимци, които след дълъг преход минават границата при Айгидик.

### След Младотурската революция
През 1908 – 1909 година селото има 214 български къщи с население 1091 души.
В рапорт до Иларион Неврокопски от 1909 година пише за Кремен:
| „ | С. Кримен... Селото е разположено на стръмно място. През него минава някаква малка река, която е от Арам бунар. Има 214 къщи български с 1091 души население от двата пола. Хората се занимават със земеделие и скотовъдство и ходят по чужбина в България и Света гора, и пр. Обработват лозята, но не дават добро грозде. Имат хубави гори и пасища. Горите са в каазите на Обидиш. Имат дъбови и букови гори и борове. Имат добри овощя и най-вече орехи. Съществува голяма беднотия между населението. Общината е най-бедна. През 1903 г. населението е избягало в България, а селото е било изгорено. След завръщането си станали овчари, ковачи. Черквата „Св. Никола“ е направена след Възраждането. Някаква оправка вътре не е направена и почти не е украсена. | “ |

## Културни и природни забележителности
- Високо в планината се намират известните Кременски езера, в които и през месец август водата е ледена и има най-вкусната пъстърва.
- Югоизточно от селото е разположена средновековната крепост Момина кула, една от добре запазените твърдини в Пиринска Македония.

## Редовни събития
Всяка година първата неделя на август в местността Харамибунара се провежда събор по случай Илинденско-Преображенското въстание.

## Личности
Родени в Кремен
- Ангел Джугданов, партизанин от четата на Иван Козарев, по-късно дългогодишен кмет на селото, като при неговото кметуване за първи път са асфалтирани главните улици на Кремен;
- Галактион Хилендарец (1830 – 1894), български революционер;
- Георги Кременлията (1840 – 1886), български хайдутин, войвода от Кресненско-Разложкото въстание;
- Георги Радулов (Георге Радуле) (р. 1942), преподавател по автоматизация на минното производство, с македонско национално съзнание, автор на книги на историческа тематика;
- Петър Радулов (р. 1933), български офицер, генерал-майор
- Димитър Недялков, български опълченец, зачислен в IV рота на I опълченска дружина, пленен в боя при Стара Загора на 19 юли 1877 година, отведен в Сяр, където работи у един бей до март 1880 година, когато избягва в Свободна България, работи като фурнаджия в Арбанаси, Драгижево и Килифарево, пенсионира се като опълченец-поборник през октомври 1897 година[18][19]
- Димитър Сириджанов Кехайов, български учител в родното си село през 1872 година;[20]
- Иван Георгиев Джугданов (1887 – 1925), земеделец, емигрирал в Америка в 1910 г., завърнал се, за да участва като доброволец в Балканската война в 1912 г., участник в Междусъюзническата и Първата световна война, след войната е сред учредителите на дружба на БЗНС в Кремен, арестуван след атентата в „Света Неделя“ през април 1925 г. при Дъбнишката акция на ВМРО, измъчван в Дъбница и убит край Добринища на 27 юни[21]
- Илия Ат. Ходжев, български учител в родното си село между 1857 и 1862 година, след това се преселва в Правица, където отглежда тютюн;[22]
- Костадин Кобаков (р. 1948), български инженер и политик от БСП;
- Михаил Костадинов Кобаков (1907 – ?), член на БКП от 1932 година, изключен в 1962 и възстановен в 1988 година, ятак на партизаните в 1941 – 1944 година, автор на спомени[23]
- Тодор Ан. Юсев, български учител в родното си село след 1850 година;[24]
- Сириджан Ив. Кехайов, български учител в родното си село от 1853 година;[25]
- Стоян Костов Ценкин, деец на БЗНС, убит от ВМРО през юни 1925 година;[26]